# Peter Pauls

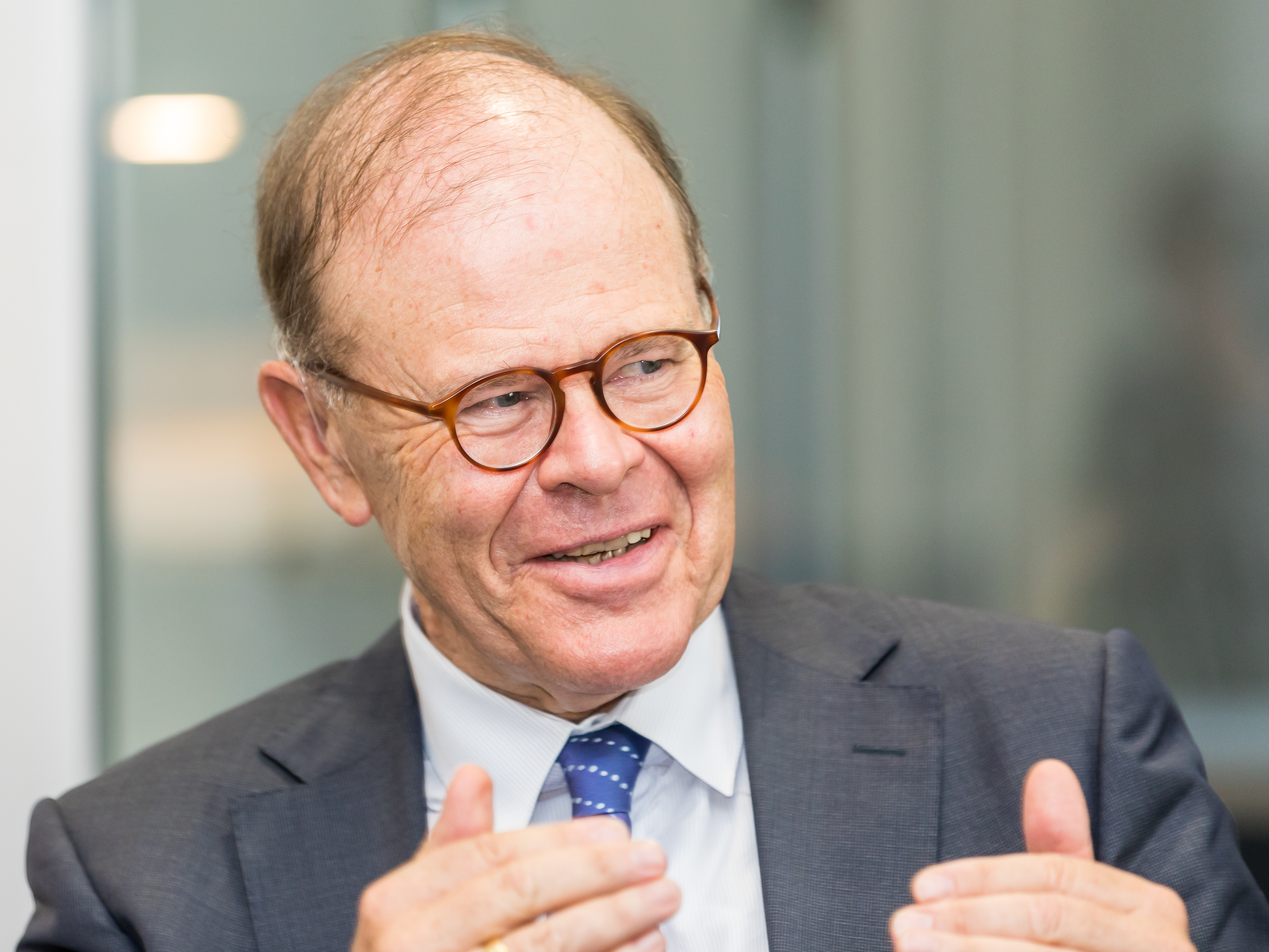
Peter Pauls, 2018

Peter Pauls (* 1953 in Osterode am Harz) ist ein deutscher Journalist. Ab dem 1. Mai 2009 bis Dezember 2016 war er Chefredakteur des Kölner Stadt-Anzeigers. Zum 1. Januar 2017 übernahm Carsten Fiedler die Chefredaktion und Peter Pauls wurde Chefautor.
Peter Pauls absolvierte nach dem Abitur am Söderblom-Gymnasium in Espelkamp ein Lehramtsstudium für Gymnasien und anschließend ein Volontariat. Nach einiger Zeit als Lokalredakteur arbeitete er als Afrika-Korrespondent für verschiedene deutsche Tageszeitungen. Danach wurde er stellvertretender Chefredakteur und Redaktionsbeauftragter der Herausgeber beim Kölner Stadt-Anzeiger. Nach der Übernahme der Mitteldeutschen Zeitung durch die Verlagsgruppe M. DuMont Schauberg war er dort von Januar 2005 ein halbes Jahr als kommissarischer Chefredakteur tätig.